# 샘빈창자굽이
샘빈창자굽이, 십이지장공장굴곡, 십이지장공장곡(duodenojejunal flexure, duodenojejunal junction, angle of Treitz)은 샘창자와 빈창자 사이의 경계이다. 이곳에서 작은창자는 급격히 굽어진다.

## 구조
샘창자의 오름부분은 대동맥의 왼쪽에서 두 번째 허리뼈의 위쪽 경계선 높이까지 올라간다. 이때 샘창자는 급격히 앞쪽으로 회전하며 빈창자와 합쳐져 샘빈창자굽이를 형성하며, 빈창자가 시작하는 부분이 된다. 샘빈창자굽이는 샘창자걸이근으로 둘러싸여 있다. :274 샘창자걸이근은 배막뒤공간에 위치하므로 뒤에 오는 빈창자보다 덜 움직여 빈창자를 안정시키는 데 도움을 준다.
샘빈창자굽이는 왼쪽 큰허리근, 왼쪽 콩팥동맥, 왼쪽 콩팥정맥 앞에 위치한다. 샘빈창자굽이의 앞면과 일부 옆면은 창자간막의 왼쪽 부분과 연속되는 복막에 의해 덮여 있다.

## 임상적 중요성
오른쪽 가로막다리에서 오는 복막 주름인 샘창자걸이근(트라이츠 인대)은 복부 수술 중 샘빈창자굽이의 위치를 확인하는 데에 사용된다. :85

## 추가 이미지

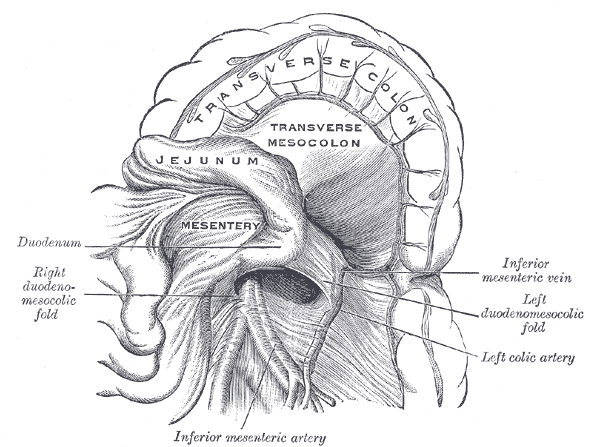
샘빈창자오목.
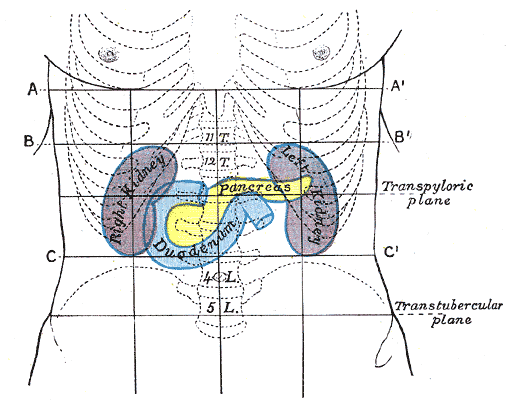
샘창자, 이자, 콩팥의 표면 위치를 보여주는 배 앞면.

## 같이 보기
- 샘창자
- 주름창자 굽이

## 참고 문헌
이 문서는 현재 퍼블릭 도메인에 속하는 그레이 해부학 제20판(1918) page 1170의 내용을 기초로 작성된 글이 포함되어 있습니다.
1. ↑  대한의협 의학용어 사전, 대한해부학회 의학용어 사전 https://www.kmle.co.kr/search.php?Search=duodenojejunal+flexure&EbookTerminology=YES&DictAll=YES&DictAbbreviationAll=YES&DictDefAll=YES&DictNownuri=YES&DictWordNet=YES
2. ↑   (영어), Elsevier |제목=이(가) 없거나 비었음 (도움말)
3. ↑  Drake, Richard L.; Vogl, Wayne; Tibbitts, Adam W.M. Mitchell; illustrations by Richard; Richardson, Paul (2005). 《Gray's anatomy for students》. Philadelphia: Elsevier/Churchill Livingstone. ISBN 978-0-8089-2306-0.
4. ↑   (영어), Academic Press |제목=이(가) 없거나 비었음 (도움말)
5. ↑  Jacob, S. (2007) Chapter 4: Abdomen; Human anatomy, A clinically-orientated approach.